# Morro Lembá
O Morro Lembá é uma elevação de São Tomé e Príncipe, localizada a sensivelmente ao centro da ilha de São Tomé. Esta formação geológica eleva-se a 1073 metros acima do nível do mar. Encontra-se nas proximidades do Rio Cantador e do Rio Lembá.